# 宮道弥益
宮道 弥益（みやじ の いやます、生没年不詳）は、平安時代前期の貴族。姓は朝臣。官位は従四位下・宮内大輔。醍醐天皇の外曽祖父。

## 出自
宮道氏の祖は、日本武尊の子・建貝児王（『古事記』）あるいは稚武王（『先代旧事本紀』）の裔、宮道ノ別とされる。
愛知県豊川市の宮道天神社には、建貝児王の子・宮道宿禰速麿が穂県主となり、その子孫が建貝児王を祀ったのが宮道天神社であるという伝承がある。承和2年（835年）には、山城国宇治郡を本拠地とする、宮道宿禰吉備麻呂、宮道宿禰吉備継らが朝臣姓を賜っている。
京都府京都市山科区の宮道神社では、宮道氏の祖である日本武尊とその子・稚武王を祀っている。
あるいは、宮道氏の祖は、景行天皇の子・宮道別皇子とされるが詳細は不明である。戦後の「蜷川家諸流大系図」では「物部弓削宮道守屋」の9代孫が弥益として編纂され、また、江戸時代の『寛永諸家系図伝』や『寛政重修諸家譜』では物部氏の裔とのみあり詳細は不明である。

## 経歴
清和朝の貞観4年（862年）薩摩守、貞観5年（863年）主計助を歴任した後、漏刻博士在職中の貞観9年（877年）内位の従五位下に叙せられている。陽成朝から光孝朝にかけて主計頭を務める一方で、越後介や伊予権介を兼帯し、この間の元慶6年（882年）従五位上に昇叙されている。
娘の宮道列子が藤原高藤の室となって儲けた藤原胤子が元慶8年（884年）頃に光孝天皇の第7皇子・源定省と結婚。胤子は元慶9年（885年）に長男・源維城（のち敦仁に改名）を産む。仁和3年（887年）源定省が即位（宇多天皇）したことから弥益も昇進し、時期不明ながら位階は従四位下に至り、刑部大輔や宮内大輔も務めたとされる。その後、寛平9年（897年）に敦仁親王が即位（醍醐天皇）したため、弥益は天皇の外曾祖父となった。
寛平10年（898年）に宮道氏の祖神である日本武尊とその子である稚武王を祀った神社（宮道神社）が創設された。寛平8年（896年）に没した胤子の菩提を弔うために、醍醐天皇の命により栗栖野にあった弥益の邸宅が寺に改められ、高藤の諡号から勧修寺と名付けられた。

### 今昔物語集での説話
『今昔物語集』巻22「高藤内大臣語 第七」には次のような高藤と列子のロマンスが伝えられている。
説話の中では、弥益は宇治郡の大領（従七位上相当）として記されているが、郡司としての記録はなく京官として漏刻博士など任官の記録があることから、正しくは山科を本貫地とする中・下級貴族であったと考えられる。また、交野少将物語では、狩場として有名な交野郡の大領として記されている。

## 官歴
注記のないものは『日本三代実録』に拠る。
- 貞観4年（862年） 日付不詳：薩摩守[9]
- 貞観5年（863年） 2月：主計助[10]
- 時期不詳：外従五位下。漏刻博士
- 貞観19年（877年） 正月3日：従五位下（内位）
- 時期不詳：主計頭。兼越後介
- 元慶6年（882年） 正月7日：従五位上
- 仁和3年（887年） 2月2日：兼伊予権介
- 時期不詳：正五位下。刑部大輔[11]
- 時期不詳：従四位下。宮内大輔[要出典]

## 系譜
- 父：不詳
- 母：不詳
- 妻：不詳
  - 男子：宮道潔興[1]
  - 女子：宮道列子[12]

藤原高藤の妻

## 旧跡

### 墓所
京都市山科区大宅中小路町にある大宅寺（おおやけでら）の境内に弥益夫妻の墓と伝わる2基の石塔が存在する。大宅寺は現在の京都市立大宅中学校の場所にあった大宅廃寺の後続にあたる寺だとされている。

### 神社
弥益を祭神として祀る神社が存在する。
- 宮道神社 - 勸修寺の南側にある神社。宮道氏の祖神とされる日本武尊とその子である雅武王とともに祀られている。